# Ellen Nisbeth
Ellen Mary Nisbeth, née 16 juin 1987 à Uppsala, est une altiste suédoise.

## Biographie
Nisbeth a étudié à l'École royale supérieure de musique de Stockholm, à l'Académie norvégienne de musique, et au  Royal College of Music avec Peter Herresthal (en).
Elle a joué comme soliste avec, entre autres, le Trondheim symphony Orchestra, le Bergen Filharmoniske Orkester, l'Orkester Norden, l'orchestre symphonique de la radio suédoise, le Kringkastingsorkestret, le Dalasinfoniettan et l'orchestre symphonique de Göteborg.
Nisbeth est également une musicienne de chambre et elle a joué entre autres au Festspillene de Bergen, au Verbier Festival, au Risør Kammermusikkfestival, au Trondheim Internasjonale Kammermusikkfestival, au Stavanger Kammermusikkfestival et au Kammermusikkfestival d'Oslo.
Elle est également professeur assistante à l'Académie norvégienne de musique.

## Récompenses
En 2012 elle a remporté le prix soliste de l'Académie royale de musique de Suède, elle est la première altiste à remporter ce prix. 
En 2013, elle remporte le Den norske solistpris.
En 2014 lui est attribuée la bourse d'études de la Fondation Anders Walls (sv).